# 曙神星族
曙神星族是主要的小行星家族之一，相信是在一次災難性撞擊後形成的一群小行星，並以221 曙神星為首來命名。
曙神星族的軌道半長軸在2.99至3.03天文單位，離心率在0.01至0.13，軌道傾角在8° 至 12°，已知的成員約為480顆。